# 마이크 프니스키
마이크 프니우스키(Mike Pniewski, 1961년 4월 20일 ~ )는 미국의 배우, 성우이다.
로스앤젤레스에서 태어났다.

## 출연 작품
- 아메리칸 메이드 (2017년) - 윌리 역
- 예수는 역사다 (2017년) - 케니 런던 역
- 파운더 (2016년) - 하비 펠츠 역
- 밀리언 달러 암 (2014년) - 월터 역
- 뷰티풀 라이 (2014년) - 닉 코스타스 역
- 세이프 헤이븐 (2013년) - 로빈슨 역
- 저스티스 (2011) - 깁스 역
- 돌핀 테일 (2011년) - 로랜도 몬토야 역
- 더 트랩: 난간 끝에 선 남자 (2011년)
- 퀸카로 살아남는 법 2 (2011년)
- 블러드 두 사인 마이 네임 (2010년)
- 로터리 티켓 (2010년)
- 마이 페이크 피앙세 (2009년) - 알 역
- 엽기 캠퍼스 3 (2009년)
- 웜 스프링스 (2005년)
- 워크 앤 더 글로리 2 - 아메리칸 자이언 (2005년)
- 다이어리 오브 매드 블랙 우먼 (2005년)
- 바비존스, 스트로크 오브 지니어스 (2004년)
- 레이 (2004년)
- 클리어링 (2004년)
- 두 병사 (2003년)
- 아웃 오브 타임 (2003년)
- 언쉐클 (2000년)
- 리멤버 타이탄 (2000년)
- 생매장 2 (1997년)
- 썸머 오브 피어 (1996년)
- 메치메이커 (1996년)
- 케이프 - 파일롯 (1996년)
- 래리 플린트 (1996년)
- 타임 투 킬 (1996년)
- 새로운 전율 (1993년)
- 어둠 속의 호놀룰루 (1990, Revealing Evidence: Stalking the Honolulu Strangler)
- 스페이스볼 (1987년)
- 미궁의 살인 사건 (1987, Murder Ordained)
- 모던 걸즈 (1986, Modern Girls)
- 비버리 힐스 캅 (1984년)

### 텔레비전
- L.A. 로 (1988-94)
- 도슨의 청춘일기 (1998-2001)
- 로앤오더 (2005)
- 마이애미 바이스 (2006)
- 더 볼드 앤 더 뷰티풀 (2006)
- 콘빅션 (2006)
- 빅 러브 (2007-09)
- 체인지 디바 (2009-14)